# Drumul expres Brăila–Tulcea–Constanța
Drumul expres Brăila–Tulcea–Constanța, cu indicativul: DEx8, cunoscut și ca Dobrogea Expres este un drum expres planificat din România. Acesta va realiza legătura între localitățile Constanța - Babadag - Tulcea - Isaccea - Măcin - Brăila. Pe 10 iulie 2020 fost semnat contractul pentru realizarea studiului de fezabilitate pentru tronsonul Constanța - Tulcea. Pe 22 mai 2020 a fost semnat contractul pentru proiectarea tronsonului Brăila - Tulcea. Acciona (Spania) are termen de predare 8 decembrie 2024.  Asocierea Search – Egis este cea care proiectează tronsonul Tulcea – Constanța. Documentația tehnică (studiu de fezabilitate și proiect tehnic) ar urma să fie predată în iunie 2024.

## Construcție
Pe 15 ianuarie 2018 a fost semnat contractul pentru construirea Podului de peste Dunăre de la Brăila și a 4 kilometri de drum expres care să conecteze podul cu localitățile Brăila și Măcin. Podul de la Brăila s-a deschis pe data de 6 iulie 2023, fiind prima parte inaugurată din drumul Dobrogea Expres.